# 알레산드로 가스만
알레산드로 가스만(Alessandro Gassman, 1965년 2월 24일 ~ )은 이탈리아의 배우이다.

## 출연 작품
- 마이 네임 이즈 벤데타 (2022) - 산토 역
- 언 올모스트 오디너리 썸머 (2019)
- 우나 스토리아 센자 노미 (2018)
- 더 프라이즈 (2017)
- 이그노런스 이즈 블리스 (2017)
- 신데렐라 더 캣 (2017)
- 웨이브 어폰 웨이브 (2016)
- 언 이탈리안 네임 (2015)
- 더 라스트 윌 비 더 라스트 (2015)
- 갓 윌링 (2015)
- 더 디너(영어판) (2014)
- 라짜 바스타르다 (2012)
- 어 트리뷰트 투 비토리오 가스만 (2010)
- 내 삶의 여인 (2010)
- 일 파드레 에 로 스트라니에로 (2010)
- 이탈리아 횡단밴드 (2010)
- 포 싱글 파더 (2009)
- 애프터 러브 (2009)
- 불화의 씨앗 (2008)
- 조용한 혼돈 (2008)
- 돈 메이크 애니 플란스 포 투나잇 (2006)
- 트랜스포터 - 엑스트림 (2005)
- 더 워 이즈 오버 (2002)
- 크로시아티 (2001)
- 삼손과 데릴라 (1996)
- 골든 볼 (1993)